# Спичано (Пиза)
Спичано је насеље у Италији у округу Пиза, региону Тоскана.
Према процени из 2011. у насељу је живело 34 становника. Насеље се налази на надморској висини од 178 м.